# Thamnophis sirtalis
Rắn nịt tất thường (Thamnophis sirtalis) là một loài rắn bản địa Bắc Mỹ. Phần lớn rắn này có dải vàng trên nèn nâu hoặc xanh lá cây và dài trung bình khoảng 55 cm (22 in), tối đa khoảng 137 cm (54 in). Trọng lượng trung bình 150 g (5,3 oz).
Rắn Thamnophis sirtalis tiến hóa sự chống chịu chất độc tetrodotoxin ở các con mồi lưỡng cư của nó.

## Phân loài
Phân loại khoa học hiện nay công nhận mười ba phân loài:
- T. s. sirtalis (Linnaeus, 1758) – Eastern Garter Snake
- T. s. parietalis (Say, 1823) – Red-sided Garter Snake (has also been introduced to northern Halland in Thụy Điển)
- T. s. infernalis (Blainville, 1835) – California Red-sided Garter Snake
- T. s. concinnus (Hallowell, 1852) – Red-spotted Garter Snake
- T. s. dorsalis (Baird & Girard, 1853) – New Mexico Garter Snake
- T. s. pickeringii (Baird & Girard, 1853) – Puget Sound Garter Snake
- T. s. tetrataenia (Cope, 1875) – San Francisco Garter Snake (endangered)
- T. s. semifasciatus (Cope, 1892) – Chicago Garter Snake
- T. s. pallidulus Allen, 1899 – Maritime Garter Snake
- T. s. annectens B.C. Brown, 1950 – Texas Garter Snake
- T. s. fitchi Fox, 1951 – Valley Garter Snake
- T. s. similis Rossman, 1965 – Blue-striped Garter Snake
- T. s. lowei W. Tanner, 1988